# NHKワンセグ2
NHKワンセグ2（エヌエイチケイ ワンセグ・ツー）は、日本放送協会（NHK）のNHK教育テレビジョン（NHK Eテレ、リモコンキーID 2）のワンセグ放送の名称で、通常の放送（フルセグ放送）とは別に独自放送を行うサービスの名称でもある。独自放送は2009年4月6日から2015年3月まで運用を行っていた。

## 沿革

### ワンセグ独自放送を導入する経緯
日本のワンセグ放送は、2006年に本放送を開始してから数年の間は、通常の地上波放送と原則同じ内容を放送していたが、携帯電話対応機種などワンセグ受信機の設置台数は増加する一方で、ワンセグに適した番組の放送が少なかった。地デジエリアの拡大にともない「放送と通信の融合」の観点から、2008年度に民放で独自放送が解禁された。NHKは放送法に基づく必要な手続きを行い、2009年度に、災害時など緊急時以外の報道番組などの差し替えが不要な教育テレビでワンセグ独自放送を開始した。
12セグメントデジタル放送の分割放送と異なるため、市販のワンセグ専用テレビやワンセグ対応の携帯電話・スマートフォン・タブレット端末、車載用のワンセグチューナーやフルセグ／ワンセグチューナー、パソコンのUSBジャックにつなげる簡易チューナーなどで直接受信可能である。また、ワンセグ放送の同時録画ができるテレビ、BDレコーダーでも同時録画を「入」にすることで、12セグの通常番組とともにワンセグ2の番組も録画ができる。

### ワンセグ2の編成

#### 開始当初
当初は平日12時台に『ワンセグランチボックス』と題したミニ番組内包型のワイド番組を放送したほか、夜間などにも同番組に内包された内容の再放送など、独自番組を積極的に編成した。
新聞の番組表は、ラジオ・第2テレビ面の極小サイズで掲載した「Eテレサブチャンネル」の項目で、ワンセグ2の独自番組表も掲載していた。

#### 規模縮小
2012年度の番組改編で、ワンセグ開始時から実施してきた平日の12時台の独自放送を廃止。14時台に子供向け番組を放送した。深夜帯の編成は、2011年度に実施した月曜日から金曜日の帯編成から木曜日および金曜日の深夜だけに変更した。2013年度は土曜日を除く日中の単独放送が廃止、夜間も週末の独自枠が廃止され、ゴールデンタイム枠の過去に『青山ワンセグ開発』の月間チャンピオンを受賞した作品のレギュラー化などにとどまり、他はフルセグの編成を放送している。

#### 独自放送の終了
2015年度の番組改編で『ワンセグ☆ふぁんみ』と『青山ワンセグ開発』の放送が終了し、Eテレのワンセグ独自編成の放送は終了、独自放送としては廃止となったが、Eテレのワンセグ放送の名称でもあるため、放送波としてワンセグ2は2015年度以降も存続している。なお、ワンセグ2のホームページは2015年3月30日で公開終了とされている。『青山ワンセグ開発』の趣旨は事実上『Eテレ・ジャッジ』と改題をしたうえで2015年度からも継続して放送されている。

## 放送時間帯
記載の時間帯はいずれも2014年度のもので、時刻は日本標準時（JST）。記載していない時間帯は、12セグメントデジタル放送と同じものを放送。高校野球期間中と年末年始、突発的な大規模災害があった場合はワンセグ独自放送を行わない日がある。

### 早朝
- 木曜日 6時20分 - 6時25分 モタさんの言葉
- 日曜日 8時55分 - 9時00分 ヨーコさんの言葉

### 日中
- 土曜日
  - 13時00分 - 13時45分 ワンセグ☆ふぁんみ
  - 13時45分 - 14時00分 青山ワンセグ開発「バトル枠」

### 夜間・深夜
- 月 - 木
  - 19時55分 - 20時00分 ワンセグショーウィンドー（月 - 水）、青山ワンセグ開発「優勝作品」（木）
  - 21時55分 - 22時00分 青山ワンセグ開発「優勝作品」
  - 23時50分 - 23時55分 ワンセグショーウィンドー（月 - 水）、青山ワンセグ開発「優勝作品」（木）
- 木曜日
  - 金曜日00時20分 - 00時45分 青山ワンセグ開発（フルセグ同時）
  - 金曜日00時45分 - 00時50分 青山ワンセグ開発「優勝作品」
- 土曜日
  - 20時50分 - 20時55分 モタさんの言葉

- 金曜日深夜に独自編成があった時、近畿地方はEテレセレクション、またはEテレアーカイブス終了後にNHKアーカイブス[注 8]が放送されているが、ワンセグでは同番組は放送しない[注 9]ため、他の地域と同じ時刻でワンセグの放送は終了し、12セグのみが延長放送された[注 10]。

## 主な番組
NHKワンセグ2では、オリジナル番組、他チャンネルの番組そのもの、他チャンネルとの連携番組と、3つに分類される。

### オリジナル
モバイル週間ニュース
青山ワンセグ開発
- NHKが学校法人青山学院と組んだプロジェクトによる青山学院アスタジオ内「NHK@CAMPUS」を拠点として取り組む、ワンセグ放送に適した番組を開発する様々な企画。2012年度から司会にはガールズユニットのももいろクローバーZを起用[2]。これまでワンセグ2だけの放送から、新たにEテレでの放送を開始した。さらに近畿地方では総合テレビでも金曜日16:50から放送されている。

ワンセグ☆ふぁんみ
- ヒャダインこと前山田健一と南波志帆が司会の公開生放送のトーク番組。「NHK@CAMPUS」から放送される。

野田ともうします。
D.ACTORS FILE
- NHKのテレビドラマに出演している男性俳優1人を紹介する番組。

ガッ活!

### 他チャンネルの番組
子供向け番組
詳細は各記事を参照。
- みいつけた!
- おかあさんといっしょ
- いないいないばあっ!
- プチプチアニメ

すイエんサー
バクマン。
特ダネ!投稿DO画

### 他チャンネルとの連携番組
この項は、前2項と異なり、他チャンネルで放送された番組をそのまま放送するのではなく、その一部を抜粋してワンセグ仕様で放送するもの、または連携して制作されたワンセグオリジナル番組である。経営計画に示された「NHKとの接触率を高める」ことを目的として編成された番組群である。
麻里子さまのおりこうさま!
- 2011年度開始のAKB48の篠田麻里子と『NHKスペシャル』とのコラボレーション番組。ワンセグ2独自の時間帯の他に、総合テレビやEテレでも放送されている。

Shibuya Deep A ワンセグ延長戦
- 旧BS2および総合テレビの番組。2010年度はBS2と同時生放送となり、BSの受信環境がなくても視聴できるようになった。なおワンセグ2では終了後5分間の「手引き」番組が続けて放送される。2011年度から総合テレビに移行し、番組終了後に「延長戦」として放送している。

### 過去
アジわいキッチン（2009年4月のみ放送）
BS1『アジアクロスロード』で放送されたアジア各国の家庭料理を紹介するコーナーの抜粋版。尚、当コーナーは、その後BS1で平日15:55から16:00に放送(実質再放送扱い)された。
星新一ショートショート
総合テレビの番組の再放送。
大人のジョーシキ大学・ワンセグ校
NHK携帯サイトの新社会人キャンペーン「大人のジョーシキ大学」とタイアップし、社会人なら最低限知っておきたい常識を伝授する。
Domo（番組表では『どーもくん』）
NHKのマスコットキャラクター「どーもくん」のショートアニメーション。
ケータイ劇場
ワンセグオリジナルドラマ。地上デジタルラジオでも、一部の作品を『デジタルドラマ劇場』として放送。
1. Aランチ。受付A子の★観察日記（2009年4月7日〜5月5日）全5回。
ある一流商社の受付嬢の日常をコメディー仕立てで描く。
キャスト：A子（西山繭子）、水田マリ（有村実樹）他。
2. キスから始まるストーリー（2009年5月12日〜26日）
「キス」にまつわる様々な人間模様を描く。
3. エル・ポポラッチがゆく!!プレミアムバージョン（2009年6月2日・9日）
2006年に放送された1分間のミニドラマをまとめて再放送。
4. 5んドラ（2009年6月16日〜）全5回。
観覧車の中で起こるドラマを、「謎の案内人」こと梶原善のナビゲートで描く。
5. hito-koma（2009年8月〜）全5回。
主演・星野涼子（ヨウコ役）、演出・西村美保、プロデューサー・鐘江稔、制作・MEW

ワンセグオリジナルドラマ『本当にあった!? コンビニのキセキ』
ケータイ劇場とは違う位置づけのオリジナルドラマ。『ドラマ8芸能社』休止の穴埋め。
音楽都市散歩
高校講座 ベーシック10
教育テレビ『NHK高校講座』で年度当初に放送された復習講座。国語・数学・英語の3教科がある。
土曜時代劇連動企画☆
『土曜時代劇』との連動企画。
1. プチかげ 陽炎の辻3～居眠り磐音 江戸双紙（2009年4-7月）
『陽炎の辻〜居眠り磐音 江戸双紙〜第3弾』と連動。坂崎磐音の親友、品川柳次郎とその恋人・お有のラブストーリーを描く。

ワンセグ×ワンダー
総合テレビの情報ドキュメンタリー番組『ワンダー×ワンダー』の抜粋版。世界各地の驚きの風景を同番組司会の神田愛花が紹介。
アインシュタインの眼 特選映像ファイル
BS hiの番組『アインシュタインの眼』で放送された内容の中から、スーパーハイビジョンカメラが捉えた映像を厳選して放送。
ジャルジャルのフレフレ!部活
総合テレビで関西ローカルで放送されている番組『あほやねん!すきやねん!』のコーナーを抜粋したもの。ジャルジャルが関西の学校の部活を紹介する。
ヒーリングTV
環境映像の番組。2009年度は12セグでも『ワンセグとくせん』の枠内で放送された。
楽モノ
総合テレビ『NHKニュース おはよう日本』「まちかど情報室」の抜粋版。
クイズdeチャージ!にっぽん力mini
BShi・BS2で月1回放送のクイズ番組『双方向クイズ にっぽん力』の抜粋版。過去に放送された出題から毎回4-5問程度の問題を選んで出題し視聴者に挑戦してもらう。
なお、2009年7月からは、番組最後の部分で次回放送『双方向クイズ にっぽん力』の放送日時を流している。
にっぽん木造駅舎の旅
2009年度はBS1で放送されたものを1週間遅れで放送。なお、2009年7月13日～7月24日は、｢Cool!Hokkaido｣を放送し、7月27日から｢春編｣の再放送が開始された。10月19日からは｢秋編｣が放送され、秋編終了後は春編と秋編の中から選ばれた回が再放送された。
2010年度は新作がBS1に先がけて放送された（BS1での2010年度の新作は週1回の放送のため）。6月に新作の放送が終了した後は、3週間の『想い出の鉄路』をはさんで、再放送が開始された。
ニューヨークウエーブ
BS1の番組。ニューヨークにおける最新のトレンドや人間模様を描く。
@キャンパス
ガッチャン!未来につながる学生チャンネル
Sense of Japan
NHKワールドTVの番組。「ワンポイント・ニュースで英会話」が休止の週にのみ放送。外国人が日本で生活をするための作法を紹介する。
ドラマ8芸能社→ドラマ10芸能社☆
総合テレビの連続ドラマシリーズ『ドラマ8』（2009年度）『ドラマ10』（2010年度）との連動企画。
- ドラマ8芸能社（2009年4月9日 - 7月31日）毎週木曜12:30-12:35放送。全17回。
  - 架空の芸能事務所「ドラマ8芸能社」での、将来の女優を目指す女の子タレント3人の奮闘を描きつつ、その日のドラマで放送される作品の見所を取り上げる。2009年夏以降は海外ドラマ放送などのため、休止となった。
  - キャスト：初賀舞（荒井萌）、泉園子（剛力彩芽）、徳川直美（鈴木かすみ）、社長・室蘭南海子（岩橋道子）

- ドラマ10芸能社（2010年4月6日 - ）放送時間は不定。
  - 架空の芸能事務所「ドラマ10芸能社」に所属するエキストラの女性3人と、テレビ局スタジオ手前でのADとのやり取りの中で、ドラマ10で放送される作品の見所を取り上げる。
  - キャスト：美田村美里（澤田育子）、谷千江子（岩橋道子）、藤井真希（藤本静）、AD・葉山健介（速水もこみち、第1回〜第6回）、AD・薬師寺史郎（崎本大海、第7回〜）

ワンセグボイス
総合テレビの情報番組『あなたが主役 50ボイス』の抜粋版。毎回ある一つのテーマに沿って、市民らにインタビュー。
ワンセグランチボックス
楽ごはん
- 俳優の竹内太郎が出演する5分間の料理番組。毎週1人の料理研究家が講師となって、手軽に出来る料理を紹介している[6]。

ワンポイント・ニュースで英会話
- ラジオ第2の番組。これにワンセグ用CGを付加して放送。NHKワールドTVのニュース番組『NHK NEWSLINE』から、特に注目しておきたい国際情勢にスポットを当てて英語力を身につけてもらう。『ニュースで英会話』シリーズは、12セグ、ラジオ及びインターネットを組み合わせた新しいタイプの語学番組。

大河ドラマダイジェスト
- 大河ドラマの前日（日曜）までのあらすじを5分にまとめて紹介する。なお、総合テレビでも放送される。

Amazing Voice 驚異の歌声
- BSプレミアムで放送される『Amazing Voice 驚異の歌声』のダイジェスト版[7]。

ケータイ大自然 ダーウィンが来た!
- 総合テレビ『ダーウィンが来た! 〜生きもの新伝説〜』の抜粋版。これまでに放送した番組から漢字一文字を選んで、そこから連想される動物の映像を放送する。

世界珍百景
- BS1『地球アゴラ』の抜粋版。BS1、NHKワールド・プレミアムでも放送。

## 12セグマルチ編成による再放送
12セグデジタル教育テレビの第3チャンネル（デジタル023）では、毎週日曜日の午前にワンセグ2の番組の一部を再放送していた。なおワンセグ自体では通常の番組（将棋の時間・囲碁の時間）を放送。

### 2009年度編成
- 10:00 - 10:01　ワンセグ2の紹介
- 10:01 - 10:26　ワンポイント・ニュースで英会話・Sense of Japan（交替放送、1週間分再放送）
- 10:26 - 10:46　ニューヨークウエーブ
- 10:46 - 10:56　ヒーリングTV
- 10:56 - 10:57　ワンセグ2の紹介
- 10:57 - 11:22　にっぽん木造駅舎の旅（1週間分再放送）
- 11:22 - 11:32　ヒーリングTV
- 11:32 - 11:33　ワンセグ2の紹介
- 11:33 - 11:43　ヒーリングTV
- 11:43 - 11:44　ワンセグ2の紹介
- 11:44 - 11:59　ワンセグボイス
- 11:59 - 12:00　さわやかウインドー
- 12:00 - 12:01　ワンセグ2の紹介
- 12:01 - 12:21　@キャンパス
- 12:21 - 12:26　ケータイ大自然 ダーウィンが来た!
- 12:26 - 12:27　ワンセグ2の紹介
- 12:27 - 12:30　さわやかウインドー

### 2010年度
2010年度の差し替えは、ワンセグ番組へではなく、NHK WORLD TVの番組や通常の教育テレビ番組へ差し替えるようになった。

### 2011年度
2011年度には、日曜日の独自放送を廃止し、通常放送と同一とする編成を行った。